# اچ‌دی۲۶۹۸۱۰
اچ‌دی ۲۶۹۸۱۰ (به انگلیسی: HD 269810) یا اچ دی ای ۲۶۹۸۱۰ یا آر ۱۲۲ یک ستارهٔ آبی در ابر ماژلانی بزرگ است. این ستاره با جرم ۱۵۰ جرم خورشیدی احتمالاً پس از ستاره تپانچه با جرم ۲۰۰ جرم خورشیدی پُرجرم‌ترین ستارهٔ شناخته شده‌است.